# Andrzej Twardowski (fizyk)
Andrzej Janusz Twardowski (ur. 17 lipca 1955 w Warszawie) – polski naukowiec, profesor nauk fizycznych.

## Życiorys
Syn Edmunda Twardowskiego. W 1978 ukończył studia na Wydziale Fizyki Uniwersytetu Warszawskiego. W Instytucie Fizyki Doświadczalnej na Wydziale Fizyki UW uzyskał stopnie: doktora w 1982 (na podstawie rozprawy „Badanie ekscytonów swobodnych w CdMnTe”) i doktora habilitowanego w 1990 (na podstawie rozprawy „Półprzewodniki półmagnetyczne z żelazem. Wpływ momentu orbitalnego na własności magnetyczne i optyczne”). W 1997 uzyskał tytuł naukowy profesora w dziedzinie fizyki.
W Uniwersytecie Warszawskim pracuje nieprzerwanie od 1978. Początkowo na stanowisku asystenta, później adiunkta, a następnie profesora nadzwyczajnego (od 1995) i profesora zwyczajnego (od 2002). Członek Towarzystwa Naukowego Warszawskiego oraz Komitetu Fizyki PAN.

## Działalność naukowa
Jego zainteresowania naukowe obejmują pogranicze fizyki magnetyzmu i półprzewodników, w szczególności spintroniki. Jego dorobek naukowy obejmuje ponad 200 publikacji w czasopismach o zasięgu międzynarodowym, a jego indeks Hirscha wynosi h=35 (2021).
Odbył liczne staże naukowe i wyjazdy badawcze: w USA (National Magnet Laboratory MIT, Boston; State University of New York (SUNY), Buffalo; Tufts University, Boston), w Japonii (Tohoku University, Sendai; Electrotechnical Laboratory, Tsukuba), w Holandii (Eindhoven Technical University, Eindhoven), we Francji (Ecole Polytechnique, Palaiseau, staż podoktorski; Laboratoire National des Champs Magnétiques Intenses, Grenoble), na Tajwanie (Chung Yuan Chrystian University, Zhongli), w Niemczech (uniwersytet w Würzburgu; TUB, Brunszwik).

## Działalność organizacyjna
W latach 1995–2002 pełnił funkcję wicedyrektora ds. naukowych Instytutu Fizyki Doświadczalnej Wydziału Fizyki UW, zaś w latach 2002–2008 był przez 2 kadencje dyrektorem tego Instytutu. Od 2008 pełni funkcję dyrektora Kolegium Międzywydziałowych Indywidualnych Studiów Matematyczno-Przyrodniczych Uniwersytetu Warszawskiego (MISMaP).